# Antoniánský řád svatého Hormisdase chaldejského ritu
Antoniánský řád svatého Hormisdase chaldejského ritu (latinsky Ordo antonianus Sancti Hormisdae chaldeorum) je mužský katolický řeholní řád, jehož zkratkou je O.A.O.C.

## Historie
Řád byl založen roku 1808 v Alqoshu opatem Gibrailem Danbo s podporou Yohannana Hormizda, chaldejského biskupa Mosulu a budoucího patriarchy Babylónu.
Zakladatel žil od roku 1827 do roku 1830 v Římě, a v tomto období získal první schválení svého kláštera; a další schválení získal roku 1840 opat Hanna Gerra, nástupce Danba.
Po smrti zakladatele se jeho mniši rozptýlili: komunita byla reorganizována biskupem Amádíje Yosepem Audo, který poslal svého zástupce do Říma aby požádal o schválení řádu, které bylo uděleno 26. září 1845.
V polovině 20. století, v důsledku složitých politických okolností, se řád rozpadl. Klášterní život byl obnoven roku 1962 znovuotevřením noviciátu v Bagdádu.

## Aktivita a šíření
Řád se věnuje kněžské službě ve farnostech, v misiích, výuce a péči o sirotky; učinily významný přínos zachování chaldejského ritu a sblížení nestoriánů ke katolicismu.
Dnes se nacházejí v Iráku, Íránu, Sýrii, Libanonu a USA; generální sídlo se nachází v konventu Saint-Antoine v Bagdádu.
K roku 2008 měli 6 komunit s 39 členy a z toho 19 kněží.